# Hôtel des Moneyroux
L’hôtel des Moneyroux est un monument historique dans la commune de Guéret dans la Creuse en région Nouvelle-Aquitaine.

## Description
C'est une bâtisse de style gothique flamboyant.

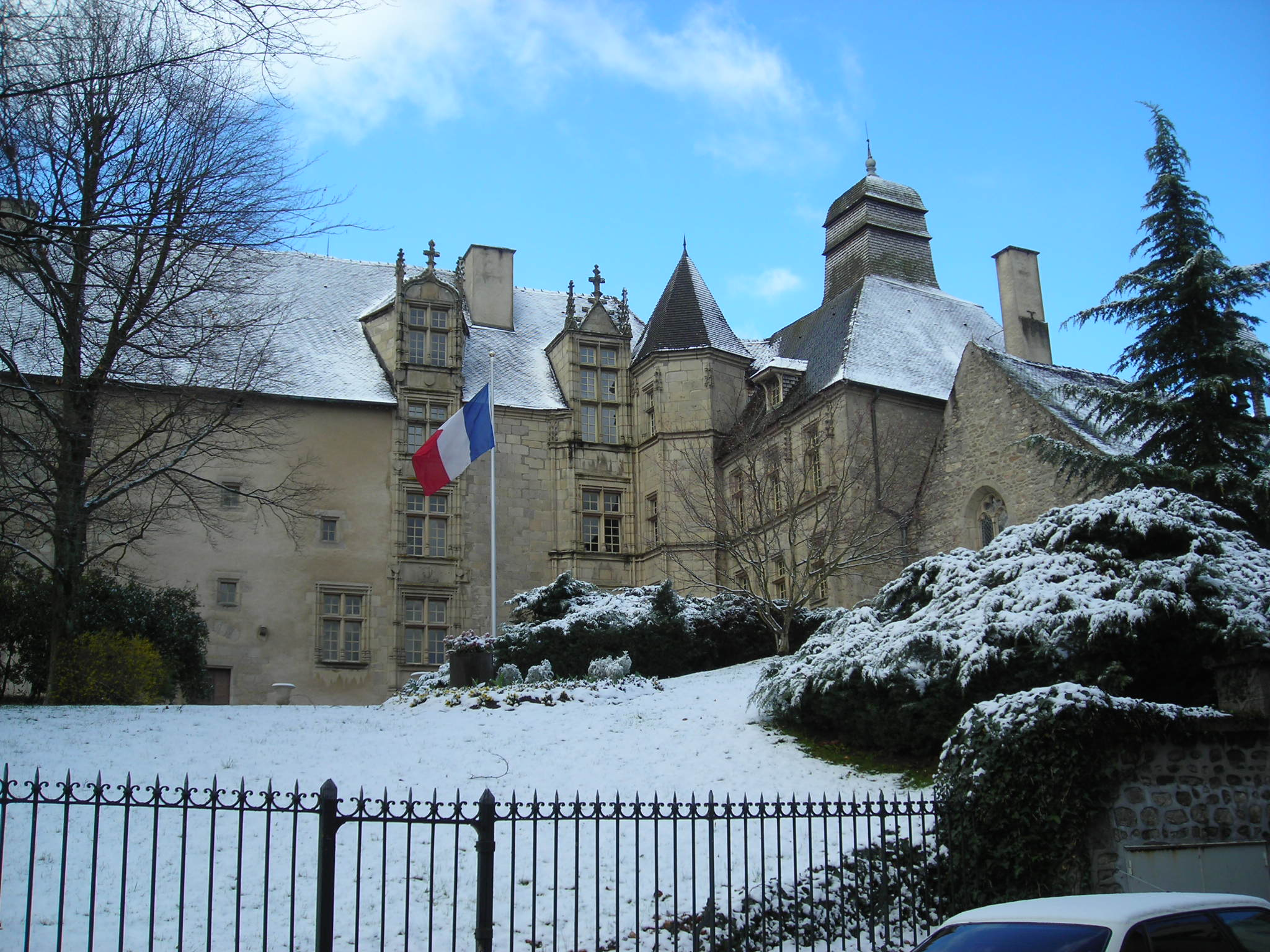
Panorama du site en hiver.
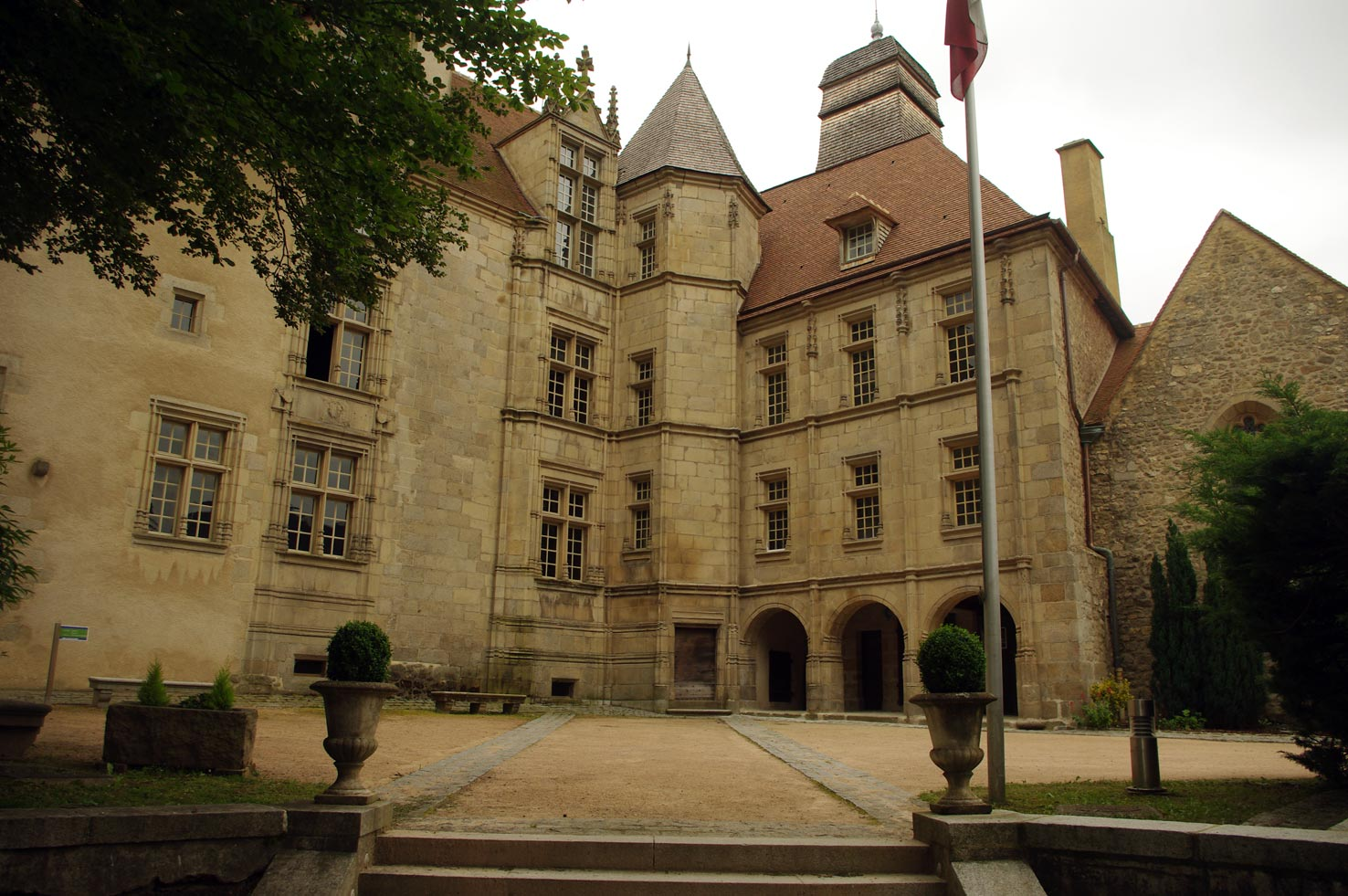
Hôtel des Moneyroux en 2016
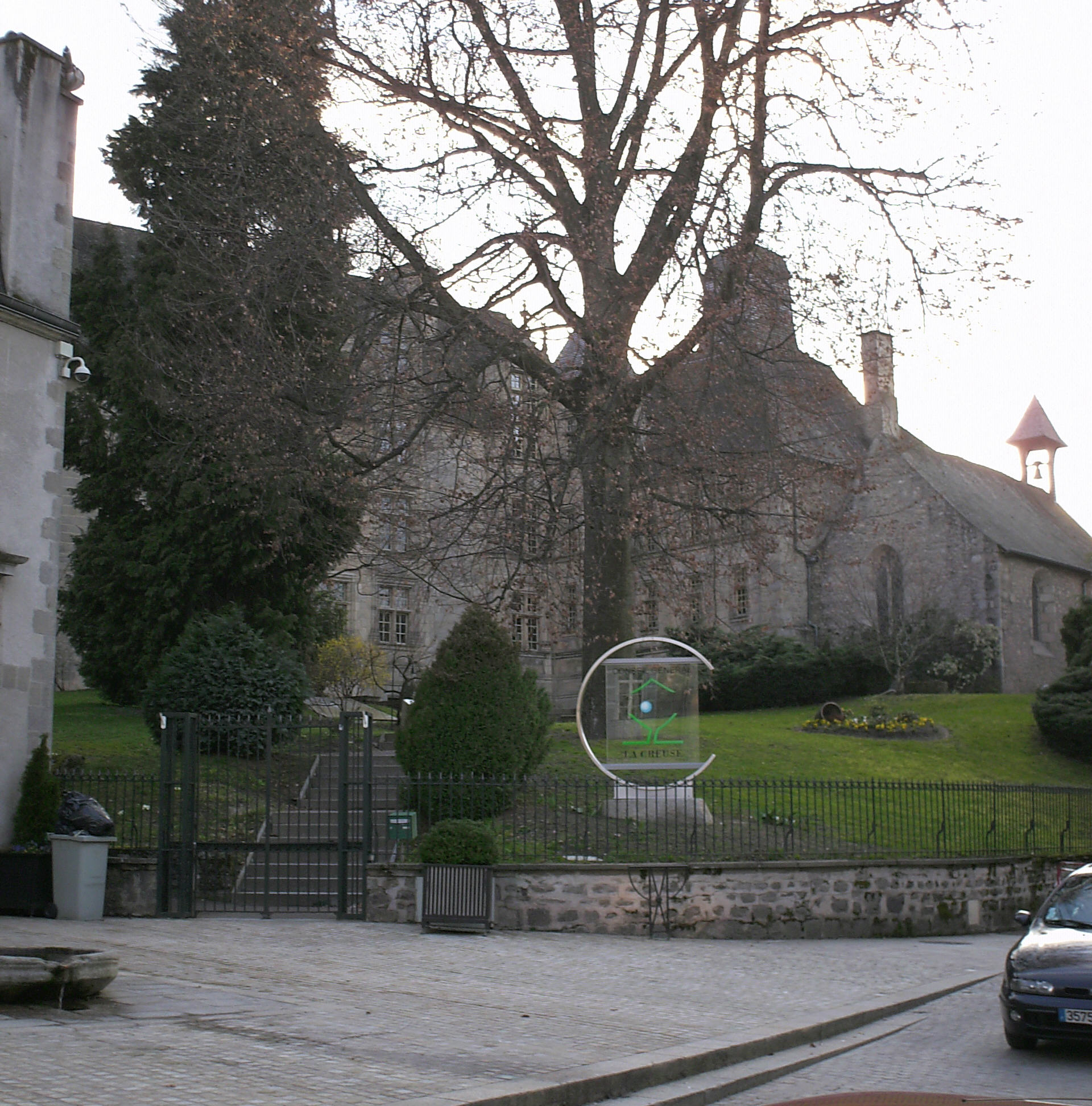
L'hôtel des Moneyroux et l'hôtel du Département de la Creuse.
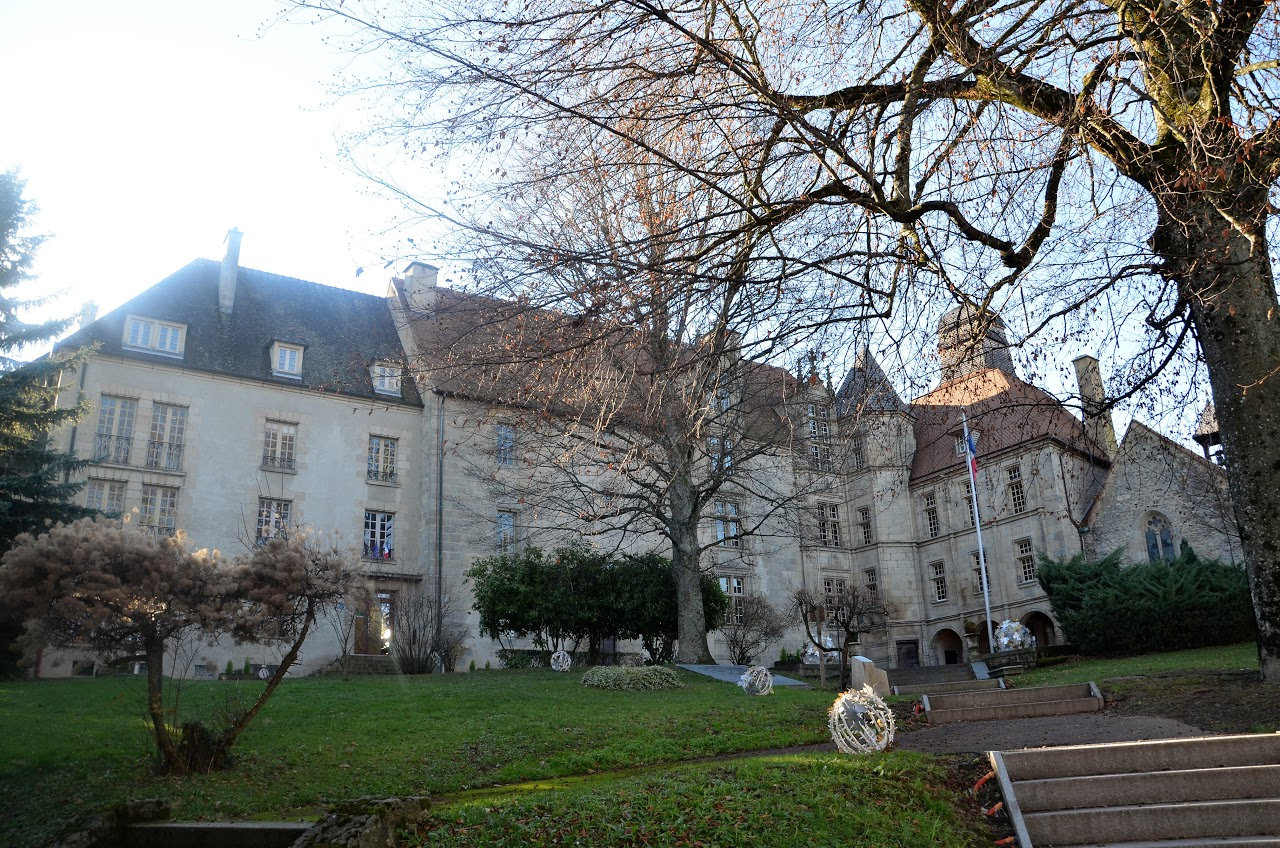
Monument le 7 décembre 2016.
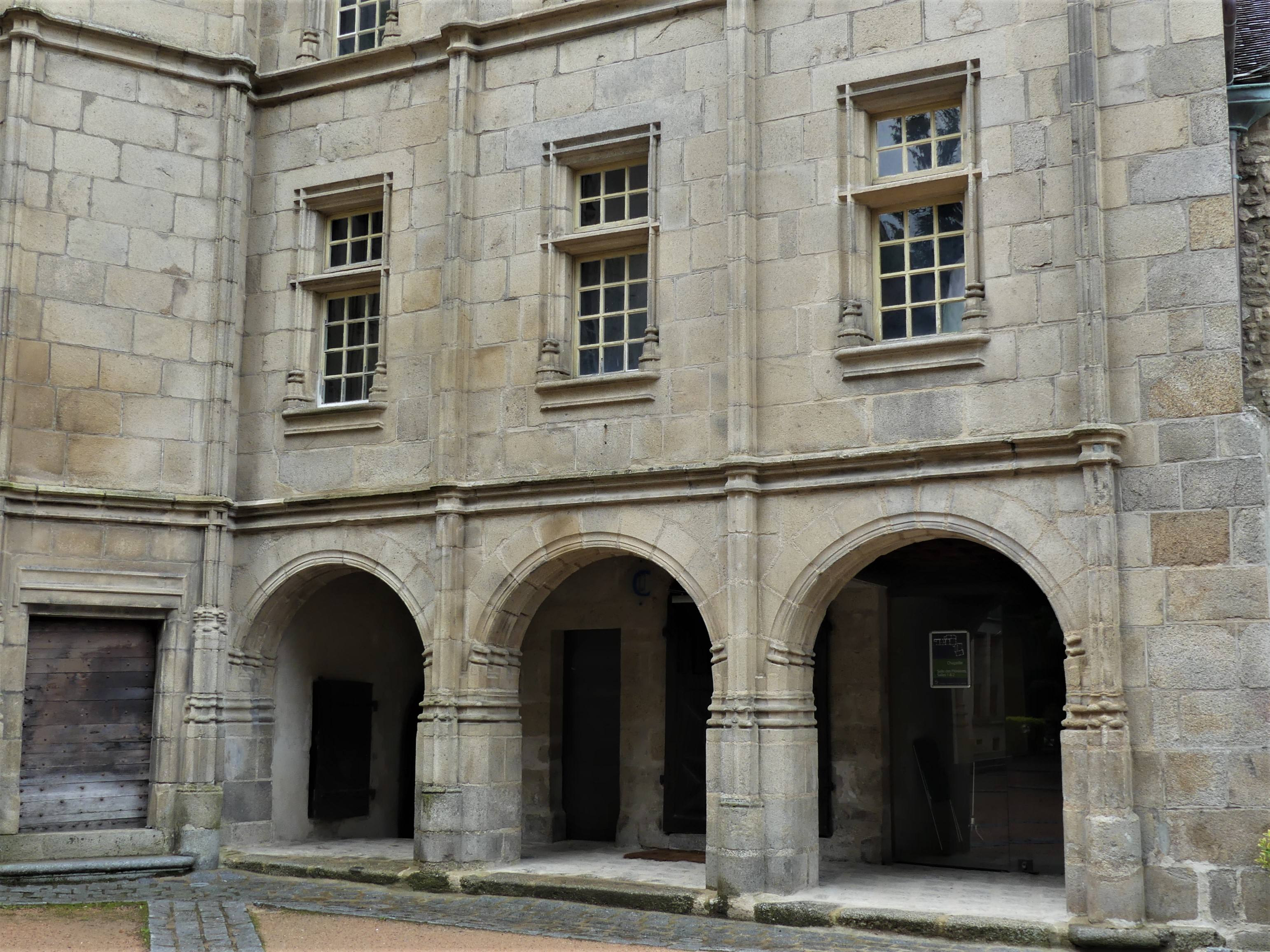
Arcades.

## Historique
Appelé aussi mais à tort « château des comtes de la Marche », aucun comte n'ayant jamais résidé à Guéret,. Il fut construit au XVe siècle par Antoine Allard, seigneur de Moneyroux et trésorier du comté de la Marche. C'est aujourd'hui le siège du conseil départemental de la Creuse. On peut le visiter lors des journées du patrimoine.
L'hôtel est inscrit au titre des monuments historiques par arrêté du 15 juin 1926, à l'exception des éléments suivants : les façades et toitures depuis l'escalier circulaire à l'est, la chapelle des Pénitents, les salles et les cheminées de l'ancien donjon et l'escalier sur plan carré de l'aile ouest qui sont classés au titre des monuments historiques par arrêté du 27 octobre 1941.